# 红头金刚鹦鹉
红头金刚鹦鹉是一種已滅絕的鸚鵡。這種鳥類被歸類於鸚形目金刚鹦鹉科金刚鹦鹉属下，但因這種鸚鵡僅存在於一次紙質紀錄中，之後也沒有任何實質紀錄而對其存在與否有所爭議。

## 物種命名
這個物種的首個描述來自英國博物學家菲利普·亨利·戈斯於其1847年的著作《牙麥加的鳥類》（The birds of Jamaica）中，但他當時誤以為是有在墨西哥分佈的軍艦金剛鸚鵡。1905年，第二代罗斯柴尔德男爵沃尔特·罗斯柴尔德將其重新命名為。其存在仅基于牙買加律師理查德·希爾寄給戈斯的一封信。
其屬名是來自圖皮語中，一個形容金剛鸚鵡的擬聲詞，該詞所形成的的合成詞用以指稱鸚鵡。:52其種小名為希臘語，由（意為「紅色」）及（意為「頭部的」）組合而成。:149
但是此命名有所爭議，德國博物學家約翰·弗里德里希·格梅林在更早之前可能就已使用此一名稱描述。

## 物種描述
希爾的信中提到：
牠的头呈红色。餘下的身體是一种鲜艳的绿色。翅膀和較大的覆羽为蓝色。尾部呈紅色和藍色。而尾巴和翅膀的下面是濃烈的橙黃色。
希爾同時描述其分佈範圍約略在牙麥加聖安娜區跟特里洛尼區山上的森林中，被牛津莊園的擁有者安德魯·懷特（Andrew White）所擁有。其餘習性則不明。
這種鳥類被認為與數種已灭绝的西印度群島鸚鵡有較近的血緣關係，包含古巴红鹦鹉、多米尼克綠黃金剛鸚鵡、馬提尼克金剛鸚鵡、牙買加紅鸚鵡、小安地列斯金剛鸚鵡及所謂的「紅尾藍黃金剛鸚鵡」（Red-tailed blue-and-yellow macaw）。

## 物種现状與存在可能
因為這種鳥類的紀錄僅存在於戈斯的紀錄中，沒有任何皮膚、骨骼或任何考古遺跡的記錄，因此被認為是一種假設的已滅絕鸚鵡。也因此被認為是「接近都市傳說的鳥類」。而那些目擊的個體比較有可能是跟軍艦金剛鸚鵡或古巴红鹦鹉混淆。
若此鹦鹉真的存在，那也已灭绝，其原因推測為十九世纪早期的过度猎杀。1967年曾有可靠程度不明的目擊報告。

## 外部連結
- 维基共享资源上的相關多媒體資源：紅頭金剛鸚鵡